# Pueblo abon
El pueblo abon, abo o abong es de origen bantú y pertenece a la familia de lenguas tivoides. Sus comunidades habitan en Taraba, Nigeria. Son agricultores y pastores. La cultura abon está formada por aproximadamente unas 2100 personas.

## Idioma
El idioma abon , también llamado abong , abo , abɔ o ba'ban es una familia de lenguas tivoides de Níger-Congo que se habla en el sureste de Nigeria. Sus hablantes se encuentran en el estado de Taraba , más precisamente en el área de gobierno local de Sardauna, Abong y el sureste de Baissa . Al igual que las otras lenguas tivoides del norte, es probable que el abon también se utilice al otro lado de la frontera entre Camerún y Nigeria.  A 2021 existen 2100 personas que hablan la lengua abong.

## Territorio

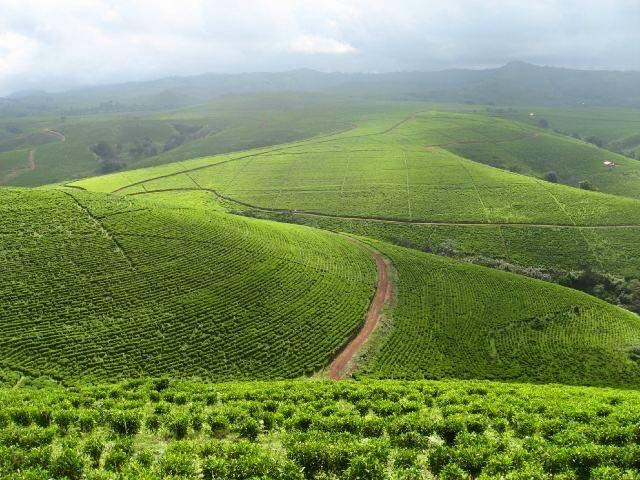
Meseta de Mambila en el estado de Taraba, Nigeria

Las comunidades tradicionales se sitúan en el estado nigeriano de Taraba, en el sureste del país. Ocupan las localidades de Sardauna, Abong y el sureste de Baissa. Son territorios fronterizos con la República de Camerún.
La red hidrográfica más importante para los abong es la del río Benue. Que atraviesa un territorio ondulado y marcado por la presencia de la meseta Mambilla. El pueblo abon comparte este territorio con otras etnias como los fulani, mumuye y chamba. Las actividades económicas en la región incluyen el cultivo de cítricos, cacao, tubérculos y palma aceitera, también se explota la pesca, el pastoreo y la tala de la masa forestal.

## Religión
El 60% de la población abong se identifica con alguna corriente religiosa cristiana (70% protestantes, 30% evangélicos) y un 40% se mantiene dentro de las tradiciones espirituales de la cultura abong.